# Torteron
Torteron település Franciaországban, Cher megyében. Lakosainak száma 789 fő (2022. január 1.). Torteron Le Chautay, Cours-les-Barres, Cuffy, Jouet-sur-l’Aubois és Menetou-Couture községekkel határos.

## Népesség
A település népessége az elmúlt években az alábbi módon változott:
| Lakosok száma | 869  | 826  | 793  | 802  | 816  | 803  | 795  | 793  | 792  | 789  |
|               | 1968 | 1982 | 1990 | 2006 | 2013 | 2015 | 2017 | 2019 | 2020 | 2022 |